# 长山 (上罗村)
长山是中国广东省广州市从化区的一个自然村。在江埔街道东南面约12.5千米，属上罗村管辖。因当地地名得名。清朝建村。1998年时，全村人口180人。